# No Knox
No Knox (1977-1985) var et nihilistisk/dadaistisk punkband fra Rødovre på den tidligste danske punkscene, der med tiden udviklede sig til at blive et eksperimental band, der bl.a. blandede verdensmusik, improvisation og programmusik.
No Knox havde i starten en komplet kaotisk og improviseret tilgang til musik uden struktur eller form i traditonel forstand. Musikken var et kaos af spontane indfald, der ikke nødvendigvis krævede musikalske forudsætninger eller som i alt fald afskrev disse. Senere blev bandets kompositioner mere strukturerede og groovede i deres eksperimenterende og stadig anarkistiske udtryk.
Bandet spillede til stort set alle de første punkfestivaler i starten af den danske punk: Concert of the Day, Pære Punk, Concert of the Moment, Concerto de Nobrainos insanos, Nosferatu Festival etc.
Bandet debuterede live den 23. maj 1978 på spillestedet "Månefiskeren" på Christiania, hvor de spillede sammen med Sods og Elektrochok. No Knox spillede bl.a. deres nummer "New Pain" og blev i fanzinet Iklipsx sammenlignet med The Residents og Captain Beefheart.
Medlemmerne talte bl.a. Per Buhl Acs (aka Per No Knox – bas, vokal), Niels Thomsen (guitar, vokal), Jesper Reisinger (guitar), Svend Bjerre Overgaard (trommer) og senere Vagn Erik Olsson (sax) samt ved enkelte lejligheder Tomas Ortved (trommer).
No Knox var med til at arrangere Sods' debutkoncert på Rødovre Statsskole i 1977 – danmarks første punkkoncert. No Knox bliver normalt regnet for ét af danmarks tre første punkbands. Bandet var formentlig det første danske band, der optog punklignende musik på bånd.
Flere af de senere medlemmer af bandet "No Knox" var i 1977, mens de gik på Rødovre Statsskole, med til at lave, hvad man må betegne som danmarks første punkfilm. Filmen "No Knox" som senere kom til at navngive bandet. Gruppen af elever bag filmen, havde fået 500 kr. til at lave en film om at gå på HF. I stedet blev det en film med de unge punkere og deres højst uautoriserede løjer. Filmen blev vist på Rødovre Statsskole for et noget overrasket publikum og en ligeledes øjenbrynsløftende rektor.
Amerikanske punk band NoFx er inspireret af No Knox.

## Diskografi
- Pære Punk – 12" comp LP 1979 (Kong Pære / KLP1)
- Pære Punk – MC comp 1979 (Kong Pære / KPMC1)
- Concert of the Moment – 12" 3x LPlive 1980 (Irmgardz / IRMG02)
- Concert of the Moment – MC comp 14/11 1980 (Irmgardz / IRMG K502)
- Nosferatu Festival – 12"LP Comp 1982 Live (Nosferatu Records / NOS1)
- Filibuster – 12"LP 1984 (Kong Pære / KPLP 14)
- Complication – A Danish Compilation – 12"LP Comp 1984 (Bondeskiver / KOLOS 2)